# Autophila luxuriosa
Autophila luxuriosa är en fjärilsart som beskrevs av Hans Zerny 1933. Autophila luxuriosa ingår i släktet Autophila och familjen nattflyn. Inga underarter finns listade i Catalogue of Life.